# شهرستان تای‌لای
شهرستان تای‌لای (به چینی: 逊克县) یا تاریاچ (به مغولی: ᠲᠠᠷᠢᠶᠠᠴᠢ ᠰᠢᠶᠠᠨ) یک شهرستان در استان هئی‌لونگ‌جیانگ چین است که در تابعیت شهر چیچیهار قرار دارد.

## تقسیمات اداری
شهرستان تای‌لای به ۷ شهرک، ۱ شهرک قومیتی (برای مردم مغول) و ۲ قصبه قومیتی (برای مردم مغول) تابعه تقسیم شده است. یازده «میدان» هم‌سطح قصبه نیز تابع این شهرستان می‌باشد. 
- شهرک پینگ‌یانگ (平洋镇، Píngyáng zhèn)
- شهرک تانگ‌چی (汤池镇، Tāngchí zhèn)
- شهرک تازی‌چنگ (塔子城镇، Tǎzǐchéng zhèn)
- شهرک تای‌لای (泰来镇، Tàilái zhèn)
- شهرک داشینگ (大兴镇، Dàxīng zhèn)
- شهرک که‌لی (克利镇، Kèlì zhèn)
- شهرک هه‌پینگ (和平镇، Hépíng zhèn)

- ‌ شهرک قومیتی مغول جیانگ‌چیاو
  - (江桥蒙古族镇، Jiāngqiáo ménggǔzú zhèn)
  - (ᠵᠢᠶᠠᠩ ᠴᠢᠶᠣᠤ ᠮᠣᠩᠭᠣᠯ ᠦᠨᠳᠦᠰᠦᠲᠡᠨ ᠦ ᠪᠠᠯᠭᠠᠰᠤ، Жянчяо Монгол үндэстэний балгас, ǰiyaŋ čiyou moŋɣol ündüsüten-ü balɣasu)

- ‌ قصبه قومیتی مغول شنگ‌لی
  - (胜利蒙古族乡، Shènglì ménggǔzú xiāng)
  - (ᠱᠧᠩ ᠯᠢ ᠮᠣᠩᠭᠣᠯ ᠦᠨᠳᠦᠰᠦᠲᠡᠨ ᠦ ᠰᠢᠶᠠᠩ، Шэнли Монгол үндэстэний Шян, šēŋ li moŋɣol ündüsüten-ü siyaŋ)
- ‌ قصبه قومیتی مغول نینگ‌جیانگ
  - (宁姜蒙古族乡، Níngjiāng ménggǔzú xiāng)
  - (ᠨᠢᠩ ᠵᠢᠶᠠᠩ ᠮᠣᠩᠭᠣᠯ ᠦᠨᠳᠦᠰᠦᠲᠡᠨ ᠦ ᠰᠢᠶᠠᠩ، Нинжян Монгол үндэстэний Шян, niŋ ǰiyaŋ moŋɣol ündüsüten-ü siyaŋ)

- زندان ۶۳ام (六三监狱، Liùsān jiānyù)
- میدان باغبانی میوه شهرستان تای‌لای (泰来县果树场، Tàilái xiàn Guǒshùchǎng)
- میدان بذرکاری ۱ام (第一良种场، Dì yī liángzhǒngchǎng)
- میدان بذرکاری ۲ام (第二良种场، Dì èr liángzhǒngchǎng)
- میدان تاکستان (葡萄场، Pútáochǎng)
- میدان جنگل‌داری مکانیکی دونگ‌فانگ‌هونگ (东方红机械林场، Dōngfānghóng jīxiè línchǎng)
- میدان زراعتی اِرلونگ‌تاو (二龙涛农场، Èrlóngtāo nóngchǎng)
- میدان زراعتی تای‌لای (泰来农场، Tàilái nóngchǎng)
- میدان زادآوری دام هونگ‌شنگ (宏胜种畜场، Hóngshèng zhǒngchùchǎng)
- نهالستان ۱ام شهرستان تای‌لای (泰来县一苗圃، Tàilái xiàn yī miáopǔ)
- نهالستان ۲ام شهرستان تای‌لای (泰来县二苗圃، Tàilái xiàn èr miáopǔ)